# Piper polytrichum
Piper polytrichum är en pepparväxtart som beskrevs av C. Dc.. Piper polytrichum ingår i släktet Piper och familjen pepparväxter. Inga underarter finns listade i Catalogue of Life.